# Schloß Hohenstein (Fernsehserie)
Schloß Hohenstein – Irrwege zum Glück ist eine deutsche Fernsehserie, die zwischen 1992 und 1995 im Vorabendprogramm der ARD erstausgestrahlt wurde. Die Serie spielte in Deutschland und Italien. Drehorte waren unter anderem Schloss Dennenlohe in Bayern sowie der Gardasee.

## Handlung

### Staffel 1
Die Medizinstudentin Christine Berger nimmt nach dem tragischen Verlust ihrer Mutter eine Stelle als Betreuerin für die junge herzkranke Gräfin Leonore von Hohenstein an. Leonores Ehemann Gregor und Christine fühlen sich vom ersten Moment an zueinander hingezogen, doch beiden ist die Unmöglichkeit ihrer Liebe bewusst und so versuchen sie, ihre Gefühle zu unterdrücken. Trotz ihrer Gefühlswirrungen fühlt sich Christine zuhause auf Hohenstein, zumal Viola, Tochter von Leonore, ihr sehr ans Herz wächst und auch Leonore gewinnt bald neuen Lebensmut durch Christines erfrischende positive Art. Bei einem Urlaub in Italien, in dem sich Leonore nach einem Suizidversuch erholen soll, lernt Christine den charmanten Philip di Veneria kennen. Nach erneuter Zurückweisung von Gregor gibt sie schließlich dem Werben von Philip nach und willigt sogar nach einiger Zeit in die Verlobung ein. Die weiterhin bestehende Zuneigung zwischen Christine und Gregor bleibt nicht unbeobachtet und so beginnt Elsa, Cousine von Gregor und in ihn seit ihrer Kindheit verliebt, in Christines Vergangenheit zu graben, um ihre vermeintliche Widersacherin in Misskredit zu bringen. Anlass hierfür gibt ihr Christines Brosche, die diese von ihrer Mutter geerbt hat und die ein Geschenk ihres Vaters war, den sie nie kennenlernte und der bei einem Autounfall ums Leben kam. Auch Leonore bleibt von Elsas Intrigen nicht verschont. Das schwarze Schaf der Familie ist Gregors Bruder Arno, der immer im Schatten des älteren Bruders steht und mit windigen Geschäften versucht, Anerkennung bei seiner Mutter, Gräfin Sophie von Hohenstein, zu erlangen. Da er stets Geldprobleme hat, erpresst er schließlich Gräfin Leonore und droht ihr damit, Gregor zu verraten, dass er der leibliche Vater von Viola ist. Leonore verweist Elsa unterdessen des Schlosses, da sie deren ständige Intrigen und ihr Verhalten gegenüber Christine nicht länger toleriert. Daraufhin erstickt Elsa Leonore im Schlaf. Nach dem Tod von Leonore sieht sich Elsa nun am Ziel ihrer Träume. Gregor erfährt nun von Arno, dass Arno Violas Vater ist und seine Rechte an Leonores Erbschaft geltend machen will. Daraufhin befiehlt Gräfin Sophie Arno umgehend das Schloss zu verlassen. Christine fühlt sich unterdessen hin- und hergerissen. Sie liebt Gregor, aber Philip fühlt sie sich verpflichtet. Gregor gesteht ihr erneut seine Liebe, aber überlässt ihr die Entscheidung. Am Tag der Verlobung mit Philip eskaliert die Situation schließlich vollends. Elsa stürmt die Verlobungsfeier und behauptet, Christines Vater sei der Verbrecher, der vor Jahren im Palazzo der Venerias den Familienschmuck gestohlen habe. Als Beweis zeigt sie Christines Brosche. Doch die Brosche ist der Beleg dafür, dass Philips Bruder Ludovico Christines Vater war. Die labile Elsa erleidet daraufhin einen Nervenzusammenbruch. Zum Schluss bittet Gregor Christine um ihre Hand und sie willigt ein.

### Staffel 2
Christine und Gregor sind glücklich und fiebern ihrer Hochzeit entgegen, die in Italien bei Christines Großeltern Federica und Piero di Veneria stattfinden soll. Arno lernt die äußerst attraktive Journalistin Carla Roth kennen und verliebt sich Hals über Kopf in sie. Doch Carla verfolgt andere Pläne. Sie will sich an Gregor rächen, den sie für den Tod ihres Mannes verantwortlich macht und benutzt Arno um den von Hohensteins näher zu kommen. Christine und Gregor feiern währenddessen ihr Verlobung in Italien. Am Morgen der Hochzeit fängt Arno Gregor ab und die beiden geraten erneut in Streit. Gregor, aufgewühlt durch die erneuten Anfeindungen seines Bruders, fährt daraufhin völlig aufgebracht los und wird von einem Laster erfasst. Viola stirbt bei diesem Unfall und Gregor ist gelähmt. Nachdem er die Nachricht von Violas Tod erfahren hat, verschließt er sich immer mehr und stößt schließlich sogar Christine von sich, als diese ihn in der Klinik besucht. Gleichzeitig stellt sich heraus, dass Arno vor einigen Jahren, als er Gregor als Geschäftsführer auf Hohenstein vertrat, Steuern hinterzogen hat. Diese Informationen wurden dem Finanzamt anonym zugespielt und somit muss Sophie ihr Schloss verlassen und um Asyl bei ihrem Bruder Eduard von Ahrensberg bitten. Dies fällt ihr besonders schwer, denn sie hat seit Jahrzehnten keinen Kontakt mehr zu ihm. Eduard gibt schließlich nach und lässt Sophie bei sich wohnen. Christine indes beschließt nach Italien zu ziehen, da Gregor sie erneut zurückgewiesen hat. Sie gibt jedoch ihre Brosche Sophie als Zeichen ihrer Liebe zu Gregor. Gregor erfährt nur durch Zufall, dass Hohenstein verkauft werden soll und das sein Gestüt von seinem verhassten Onkel übernommen wurde. Nun muss auch er mit ihm unter einem Dach leben. Auf Ahrensberg lernt er nun auch Carla kennen, die sich Schritt für Schritt in sein Herz schleicht. Christine lernt in Italien den Pianisten Claudio Magnelli kennen, der von Christine verzaubert ist. Nachdem sie noch einmal bei Gregor in Deutschland war und keine gemeinsame Zukunft sieht, beschließt sie, Claudio eine Chance zu geben. Bald darauf erfährt sie, dass sie von Gregor schwanger ist. Gregor lässt sich unterdessen auf Carla ein, die sich nach und nach auch in Gregor verliebt und ihren Rachefeldzug beenden möchte. Mit ihrer Hilfe kann er bald wieder einige Schritte laufen. Arno entdeckt die Affäre zwischen seinem Bruder und Carla und wird rasend vor Eifersucht. Für seine Rachepläne schreckt er nicht davor zurück Elsa aus der Psychiatrie zu holen und sie für seine Mordpläne zu missbrauchen. Er erzählt ihr, Gregor liebe sie und erwarte sie. Unterdessen steckt er ihr eine Pistole zu und lässt sie Gregor und Carla in flagranti ertappen. Doch Elsa erschießt Arno und schließlich sich selbst. Carla gesteht Gregor, die Kopien der Steuerfahndung zugespielt zu haben und ihre Motivation. Gregor verlässt darauf ihre Wohnung und übergibt die Originale dem Finanzamt. Schloß Hohenstein wird bald darauf versteigert. Christine bringt währenddessen in Italien einen Jungen zur Welt, den sie Lukas Ludovico nennt und Claudio steht ihr zur Seite. Gregor beschließt alles hinter sich zu lassen und als er Christines Brosche entdeckt, fährt er nach Italien, da er endlich erkannt hat, dass er ohne Christine nicht leben kann. Dort erst erfährt er, dass er Vater geworden ist und bittet Christine, ihm zu verzeihen. Daraufhin heiraten die beiden und es stellt sich heraus, dass Christine Schloß Hohenstein gekauft hat.

## Episodenliste

### Staffel 1
| Nr. (ges.) | Nr. (Staffel) | Episodentitel      | Erstausstrahlung Deutschland |
| ---------- | ------------- | ------------------ | ---------------------------- |
| 1          | 1             | Die Entscheidung   | 29. Dezember 1992            |
| 2          | 2             | Die Intrige        | 30. Dezember 1992            |
| 3          | 3             | Schatten und Licht | 31. Dezember 1992            |
| 4          | 4             | Sehnsucht          | 4. Januar 1993               |
| 5          | 5             | Dunkle Tage        | 5. Januar 1993               |
| 6          | 6             | Sieg der Liebe     | 7. Januar 1993               |

### Staffel 2
| Nr. (ges.) | Nr. (Staffel) | Episodentitel      | Erstausstrahlung Deutschland |
| ---------- | ------------- | ------------------ | ---------------------------- |
| 7          | 1             | Träume vom Glück   | 15. November 1994            |
| 8          | 2             | Sonnenuntergang    | 29. November 1994            |
| 9          | 3             | Endlose Finsternis | 13. Dezember 1994            |
| 10         | 4             | Ohne Hoffnung      | 20. Dezember 1994            |
| 11         | 5             | Falsches Spiel     | 27. Dezember 1994            |
| 12         | 6             | Kains Wut          | 3. Januar 1995               |
| 13         | 7             | Das starke Herz    | 10. Januar 1995              |